# Gekko tawaensis
Espèce
Statut de conservation UICN

 LC  : Préoccupation mineure
Gekko tawaensis est une espèce de geckos de la famille des Gekkonidae.

## Répartition
Cette espèce est endémique du Japon. Elle se rencontre à Honshū, à Kyūshū et à Shikoku,.

## Étymologie
Son nom d'espèce, composé de tawa et du suffixe latin -ensis, « qui vit dans, qui habite », lui a été donné en référence au lieu de sa découverte, le village de Tawa.

## Publication originale
- Okada, 1956 : A new species of gekko from Shikoku, Japan. Annotationes Zoologicae Japonensis, vol. 29, p. 239-241.